# Octavio Farnesio
Octavio Farnesio (Valentano, 9 de octubre de 1524 - 18 de septiembre de 1586) fue el segundo duque de Parma y Plasencia de 1547 a 1586 y el segundo duque de Castro de 1545 a 1547 y de nuevo tras la muerte de su hermano Horacio Farnesio de 1553 a 1586.

## Biografía
Octavio fue el segundo hijo de Pedro Luis Farnesio, duque de Parma y Piacenza, nieto del papa Paulo III y hermano del cardenal Ranuccio Farnesio. Se casó con Margarita de Austria y Parma, la hija ilegítima de Carlos V (Carlos I de España). Octavio tenía 15 años, mientras que Margarita, recientemente enviudada por la muerte de Alejandro de Médici, tenía 16. Al principio, la novia veía con disgusto a su joven marido, pero después de la expedición a Argel (1541), de la que Octavio volvió herido, su odio se tornó en amor.

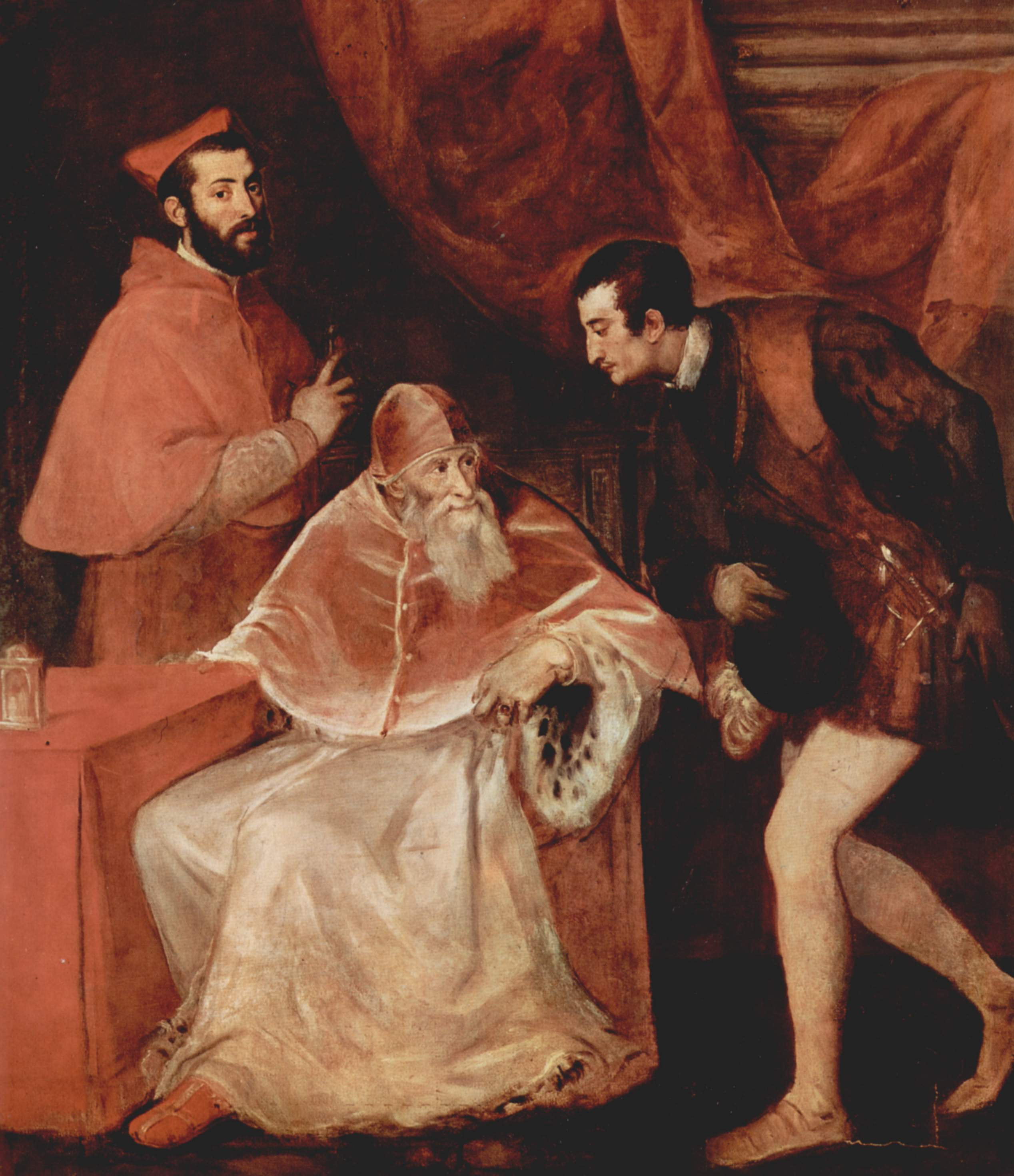
El papa Paulo III con sus nietos Alejandro y Octavio Farnesio (a la derecha, inclinado), por Tiziano, Museo di Capodimonte, Nápoles.

Tras el asesinato de su padre Pedro Luis (1547), Octavio tuvo que valerse de la fuerza para retener sus estados. La muerte de su abuelo, el papa Paulo III, estuvo a punto de ser un obstáculo definitivo para conservar Parma; pero el nuevo pontífice Julio III confirmó a Octavio en la posesión de sus ducados en 1551.
Sin embargo, los problemas no habían acabado. El emperador Carlos V se negó a devolverle la plaza de Piacenza e incluso intentó arrebatarle la misma Parma. Julio III, ansioso de obtener el apoyo imperial para la organización del Concilio de Trento, ordenó a Octavio devolver Parma al poder papal. Ante la negativa de éste, privó a su hermano de sus feudos romanos. La guerra estalló, y un ejército francés marchó a proteger Parma del asedio de Ferrante Gonzaga que había ocupado Colorno. Cuando la situación parecía desesperada para el Farnesio, consiguió llegar a un acuerdo con su suegro Carlos V, que le permitió conservar Parma, mientras Piacenza no le fue devuelta hasta septiembre de 1556.
A partir de entonces, Octavio pudo gobernar tranquilamente lo que le valió el afecto de sus súbditos. Lo sucedió su único hijo, Alejandro Farnesio, gran general de los ejércitos de Felipe II de España.